# Spegelrocka
Spegelrocka (Raja miraletus) är en rockeart som beskrevs av Carl von Linné 1758. Spegelrocka ingår i släktet Raja och familjen egentliga rockor. Inga underarter finns listade i Catalogue of Life.
Arten förekommer i Medelhavet och i östra Atlanten från Portugal till Marocko. Den vistas nära kusten och dyker till ett djup av 555 meter. Individer hittas över mjuk botten och i områden med sjögräs av släktet Posidonia. Spegelrockan kan bli 60 cm lång. Honor blir könsmogna när de är 33 till 47 cm långa. Honor lägger ägg och ungarna är cirka 5 cm långa när äggen kläcks. Livslängden för honor är cirka 10 år eller lite längre.
Några exemplar hamnar som bifångst i fiskenät. Fiske på spegelrocka sker endast tillfällig. Hela populationen anses vara stor. IUCN kategoriserar arten globalt som livskraftig.